# Stona Fitch
Stona Fitch är en amerikansk författare, mest känd för De illasinnade från 2001, som 2008 blev till en film regisserad av Symon Hynd. Fitch utexaminerades 1983 från Princeton University.